# Броун, Юрий Юрьевич
Граф (с 1774) Юрий Юрьевич Броун (англ. George Browne, ирл. Seoirse de Brún; 15 (25) июня 1698, Лимерик, Ирландия — 18 (29) сентября 1792, Рига) — русский командир ирландского происхождения, генерал-аншеф, рижский генерал-губернатор.

## Начало военной карьеры
Отпрыск старого норманнского рода, якобы прибывшего в Англию с Вильгельмом Завоевателем. Образование получил в Лимерике. Будучи католиком, эмигрирует из Ирландии в 1725 году и поступает на службу к пфальцскому курфюрсту. Здесь подружился с Кейтом, будущим прусским фельдмаршалом. Вслед за ним переходит в 1730 году на русскую службу. Капитан-лейтенант в Измайловском полку, позднее, по собственной просьбе, переведён премьер-майором в Нарвский пехотный полк.

## Участие в войнах России
Участвует в польской войне под началом своего соотечественника, генерала Ласси, тяжело ранен под стенами Данцига.
Участник турецкой войны 1735—1739 годов, ранен при осаде Азова в 1736 году. Выздоровев, возвращается в строй, участвует в 1738 году в осаде и штурме Очакова. В 1739 году попадает в турецкий плен. За время пребывания в плену был трижды продан как невольник. Бежит из плена при содействии французского посланника в Турции в 1740 году, доставив в Санкт-Петербург важные разведданные. В награду производится в генерал-майоры.
Во время войны со шведами в 1742 году командует войсками, прикрывавшими Финский залив между Нарвой и Санкт-Петербургом. За образцовое командование производится в генерал-поручики.
В составе корпуса князя Репнина проделывает поход в Европу для помощи австрийским союзникам в Войне за австрийское наследство. 5 (16) сентября 1752 года награждён Орденом Александра Невского.

## Участие в Семилетней войне
Участник всех крупных сражений начального этапа Семилетней войны: в качестве наблюдателя (по договору с Австрией, российские наблюдатели находились при австрийской штаб-квартире с правом голоса в военном совете) — битв при Лобозице, Праге (где у него глазах смертельно ранен его племянник, австрийский фельдмаршал Максимилиан Улисс Броун), Колине, Бреслау, и, в качестве непосредственного участника, — сражения при Гросс-Егерсдорфе, осады Кюстрина. Награждён польским орденом Белого орла. Производится в генерал-аншефы.
Под Цорндорфом, командуя Обсервационным корпусом, составлявшим левое крыло русской армии, получил, во время атаки прусской кавалерии под началом Зейдлица, 11, по другим источникам, 17 сабельных ран, часть из них — в голову. С тех пор носил на голове серебряную бляху, прикрывавшую глубокую рану. Война для него на этом кончается. Возвратился в Санкт-Петербург, где 25 ноября (по старому стилю) 1758 года награждён Орденом Андрея Первозванного.

## Бессменный рижский генерал-губернатор
В 1762 году, при Петре III, назначается рижским (в 1783 году губернаторство переименовано в наместничество) генерал-губернатором. Этот пост он занимал в течение 30 лет, до конца жизни, ознаменовав своё губернаторство многими полезными реформами и улучшениями, способствовавшими процветанию края. В частности, сумел создать в Лифляндской губернии законодательный прецедент регламентации крестьянских повинностей, добившись от депутатов Ландтага принятия патента от 12 апреля 1765 года (в масштабах всей Российской империи подобный закон — Манифест о трёхдневной барщине — начал действовать лишь с 5 апреля 1797 года).
По свидетельству Бантыш-Каменского, в течение всей жизни пользовался славой рачительного хозяина. Заслуги Броуна в качестве администратора отмечены присвоением ему графского титула в 1774 году, пожалованием обширных поместий в Лифляндии, в частности Лиелстраупского замка. В 1782 году, одним из первых, получил вновь учреждённый Орден Св. Владимира 1-й степени. В последние годы жизни просился у Екатерины в отставку по возрасту, но та не пожелала расстаться с полезным и заслуженным деятелем. Любя генерала, она, однако, побаивалась его «горячего нрава» и потому принимала его не иначе, как при свидетелях (Бантыш-Каменский).

## Семья
Был женат первым браком на дочери фельдмаршала Петра Ласси. После смерти Хелен Ласси в 1764 году женился вторично на Элеоноре Кристине фон Менгден (1729—1787). Сын, граф Иван Юрьевич (Георг) Броун, командир Кексгольмского полка, мальтийский кавалер, «первый меценат» Бетховена, похоронен в Вене в одном склепе со своим знаменитым дядей, австрийским фельдмаршалом графом Ласси.
Похоронен в Курляндии, в местечке Шёнберг. Внук Броуна, Мориц (1798 — до 1827) не пережил отца, второй сын генерал-аншефа скончался бездетным.